# Navia ebracteata
Navia ebracteata là một loài thực vật có hoa trong họ Bromeliaceae. Loài này được Betancur & M.V.Arbeláez mô tả khoa học đầu tiên năm 1995.